# Giacomo Van Lint
Giovanni Giacomo Van Lint (Roma, 1723 – 1790) è stato un pittore italiano.

## Biografia
Figlio del pittore Hendrick Frans Van Lint e di Ludovica Margherita Tassell, Giovanni Giacomo (o Jacob) nacque a Roma il giorno 8 febbraio del 1723 e secondo i documenti ritrovati, venne battezzato nella Chiesa di Santa Maria del Popolo.
Giacomo fu il maggiore dei sei figli della coppia (originariamente la coppia ebbe 10 figli, ma quattro di questi non sopravvissero).   
Dalle fonti pare che Giacomo non si sposò, restando a vivere tutta la vita in una casa che divise con la famiglia del fratello Giovanni Rocco, seppur in piani diversi, assieme alle sorelle Teresa e Maria. Lo stato d'Anime di Santa Maria del Popolo del 1776 ci rivela che i Van Lint abitarono sempre sulla “Strada del Corso” verso via di Ripetta.

## La carriera

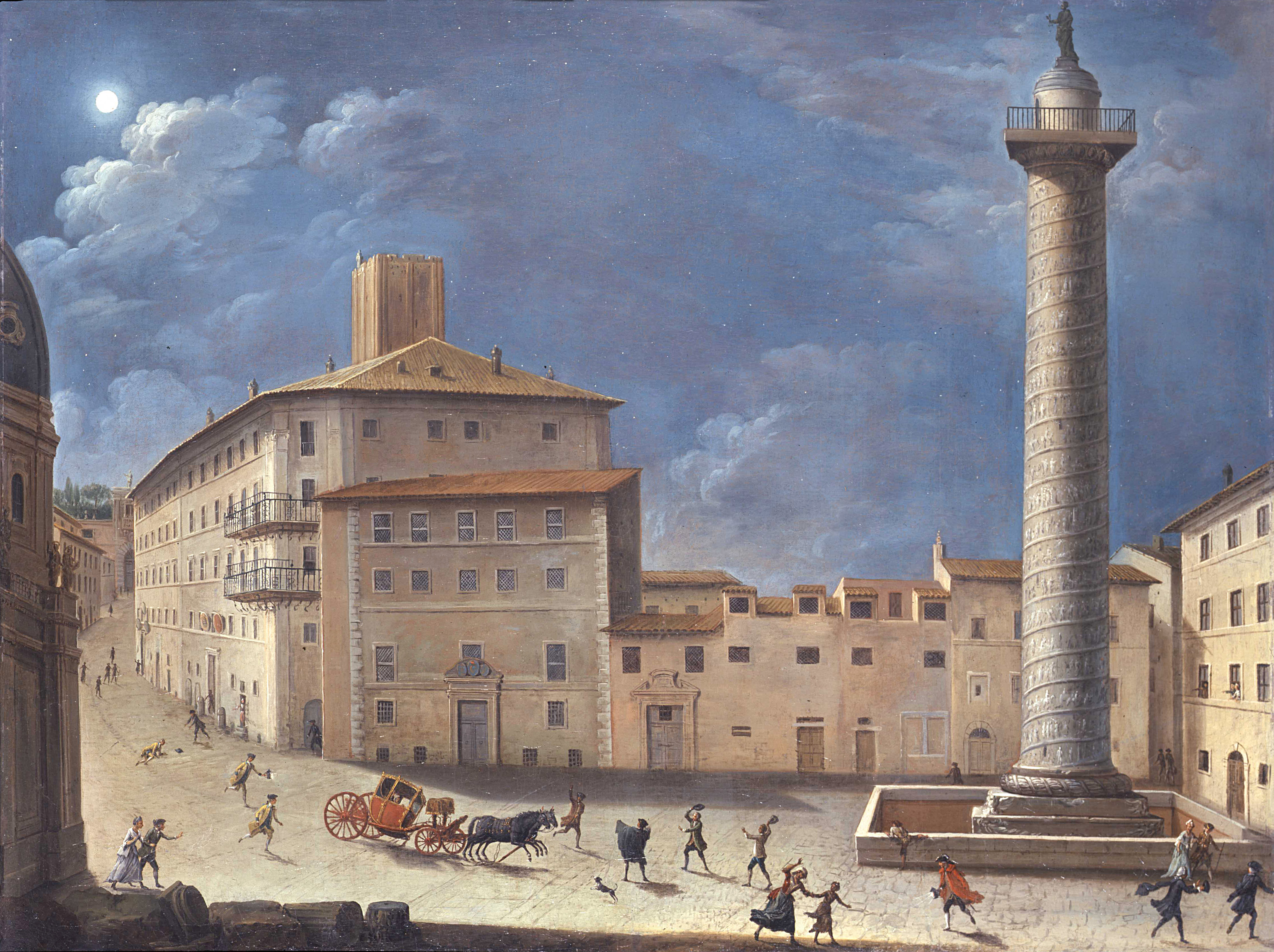
Scena di genere presso la Colonna Traiana, Roma, Fondazione Sorgente Group

Dai suoi lavori appare evidente che, pur seguendo il genere pittorico del padre da cui apprese il mestiere, Giacomo cercò sempre di conseguire una propria personalità ben distinta. Infatti, a differenza del genitore celebre paesista, egli si concentrò principalmente sul vedutismo caratterizzandolo con un figurativo sempre personale e distintivo. 
A differenza del padre, la produzione pittorica di Giacomo fu decisamente più ristretta e si concentrò su soggetti quali i monumenti e gli scorci romani degli antichi Fori Imperiali e della Roma Barocca. Le sue più celebri vedute sono infatti quelle di Castel Sant'Angelo, delle piazze del Quirinale e San Pietro, del Colosseo e di varie chiese, così come la veduta di Piazza Navona nel momento dell'allagamento estivo.
In seguito alla morte del padre, avvenuta il 24 settembre del 1763, Giacomo assunse lo stesso pseudonimo con cui era conosciuto il genitore, ovvero "Monsù Studio", per rafforzare così ancora di più il legame paterno e per cercare di sfruttare il forte appeal di Hendrik Frans che fu un pittore molto ammirato e di gran moda specie fra gli stranieri in visita a Roma, i quali facevano incetta di vedute e paesaggi di piccole dimensioni e così trasportabili più facilmente.
Di conseguenza Giacomo ebbe molto successo fra gli stranieri, tanto che la quasi totalità dei suoi dipinti si trova oggi in collezioni private europee, in particolare in quelle inglesi.

## Opere
- Scene di genere presso la Colonna Traiana, olio su tela 1770, Roma, Fondazione Sorgente Group
- Veduta di Piazza San Pietro, olio su tela, 1740/42 ca. Roma, Collezione M (raccolta privata)